# زیردریایی تمرر (اس۶۱۷)
زیردریایی تمرر (اس۶۱۷) (به فرانسوی: French submarine Téméraire (S617)) یک زیردریایی است که طول آن ۱۳۸ متر (۴۵۳ فوت) می‌باشد. این زیردریایی در سال ۱۹۹۸ ساخته شد.